# Tiziano (nome)
Tiziano  è un nome proprio di persona italiano maschile.

## Varianti
- Femminili: Tiziana[3]
  - Ipocoristici: Titti

### Varianti in altre lingue
- Bretone: Tizian
- Catalano: Ticià[4]
- Finlandese: Titiaan
- Francese: Titien
- Inglese: Titian[5]
- Latino: Titianus[2][3][4]
  - Femminili: Titiana[3]
- Lettone: Ticiāns
- Polacco: Tycjan
- Portoghese: Ticiano
- Russo: Тициан (Tician)
- Spagnolo: Ticiano[4]
- Ungherese: Ticián

## Origine e diffusione
Riprende il cognomen latino imperiale Titianus, un patronimico derivato dal gentilizio Titius (Tizio) o Titus (Tito).
La sua diffusione è dovuta sia al culto dei santi così chiamati, sia alla fama del pittore cinquecentesco Tiziano Vecellio.

## Onomastico
L'onomastico si può festeggiare il 16 gennaio in memoria di san Tiziano, vescovo di Oderzo e confessore, oppure il 3 marzo, in ricordi di san Tiziano, vescovo di Brescia.

## Persone
- Tiziano, pittore italiano
- Tiziano, teologo italiano

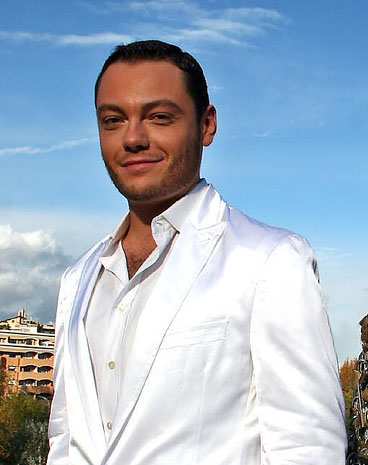
Tiziano Ferro

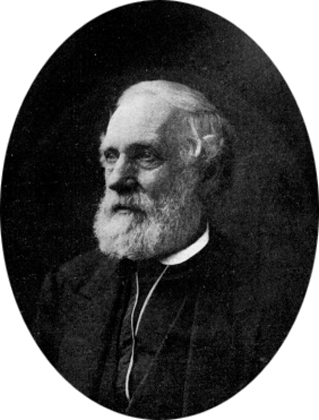
Titian Peale

- Tiziano Crudeli, giornalista italiano
- Tiziano De Patre, calciatore e allenatore di calcio italiano
- Tiziano Ferro, cantautore e produttore discografico italiano
- Tiziano Marcheselli, giornalista, scrittore e pittore italiano
- Tiziano Pieri, arbitro di calcio italiano
- Tiziano Polenghi, calciatore italiano
- Tiziano Scarpa, romanziere, drammaturgo e poeta italiano
- Tiziano Sclavi, scrittore e fumettista italiano
- Tiziano Terzani, giornalista e scrittore italiano
- Tiziano Treu, politico italiano

### Varianti maschili
- Tician Tabidze, poeta sovietico
- Titian Peale, artista, naturalista, entomologo e fotografo statunitense

### Variante femminile Tiziana
- Tiziana Alagia, atleta italiana
- Tiziana Aristarco, regista italiana
- Tiziana Avarista, attrice, doppiatrice e direttrice del doppiaggio italiana
- Tiziana Ferrario, giornalista e conduttrice televisiva italiana
- Tiziana Maiolo, politica italiana
- Tiziana Martello, attrice, doppiatrice e conduttrice televisiva italiana
- Tiziana Parenti, avvocato, politica e magistrato italiana
- Tiziana Pini, attrice e cantante italiana
- Tiziana Rivale, cantante e compositrice italiana
- Tiziana Schiavarelli, attrice italiana

## Il nome nelle arti
- Tiziano è un personaggio della serie anime e manga Le bizzarre avventure di JoJo.